# نیودیگیت، استرالیای غربی
نیودیگیت (به انگلیسی: Newdegate) یک شهرک در استرالیا است که در استرالیای غربی واقع شده‌است.